# Nottjärnen (Sorsele socken, Lappland, 728477-154810)
Nottjärnen är en sjö i Sorsele kommun i Lappland och ingår i Umeälvens huvudavrinningsområde. Sjön har en area på 0,111 kvadratkilometer och ligger 519 meter över havet. Nottjärnen ligger i Labbetmyrlandet Natura 2000-område. Sjön avvattnas av vattendraget Matsorbäcken.

## Delavrinningsområde
Nottjärnen ingår i det delavrinningsområde (728707-154566) som SMHI kallar för Mynnar i Dergabäcken. Medelhöjden är 583 meter över havet och ytan är 20,54 kvadratkilometer. Det finns inga avrinningsområden uppströms utan avrinningsområdet är högsta punkten. Matsorbäcken som avvattnar avrinningsområdet har biflödesordning 4, vilket innebär att vattnet flödar genom totalt 4 vattendrag innan det når havet efter 327 kilometer. Avrinningsområdet består mestadels av skog (51 procent) och sankmarker (44 procent). Avrinningsområdet har 0,6 kvadratkilometer vattenytor vilket ger det en sjöprocent på 3,1 procent.